# Coyotepec, Otumba
Coyotepec är en ort i kommunen Otumba i delstaten Mexiko i Mexiko. Samhället hade 272 invånare vid folkräkningen år 2020.